# Hujbar
Hujbar je naselje v Občini Ormož.